# 第5ラテラン公会議

Bulla monitorii et declarationis

Litterae super abrogatione pragmatice sanctionis, 1512

第5ラテラン公会議（だい5ラテランこうかいぎ Concilium Lateranense Quintum）は1512年から1517年にかけて行われたキリスト教（カトリック教会）の公会議。周囲の圧力によってやむなく開催の運びとなったが、結果的に有意義な内容の議論が行われず、カトリック教会は自己改革のチャンスを逸し、宗教改革運動を招くことになった。第5ラテラノ公会議とも表記される。

## 概要
ひとたびは教皇首位説に屈したものの、15世紀以来、依然として公会議主義は人々の支持を集めていた。ユリウス2世は就任時に枢機卿たちに公会議の開催を約束しており、公会議による改革を期待する諸侯もユリウス2世に公会議を開催するよう求めていた。
ユリウス2世が公会議を警戒して開催しなかったので、フランス王ルイ12世などの支援によって教皇に反対する枢機卿たちが1511年9月のピサにおける公会議の開始を宣言した。そこへは三人の欠席枢機卿の代理権を持った四人の枢機卿たちや司教、フランスの使節などが集まり、開会が10月に延期されたものの、実際に討議を開始した。第七あるいは第八総会まで行ったところで、参加した高位聖職者たちはフランスのリヨンへと撤収した。
ここにいたってユリウス2世は、より参加者の多い教会会議を行うことでピサの教会会議を無効にすべく、1512年4月からのサン・ジョバンニ・イン・ラテラノ大聖堂（ローマ）での公会議の開催を勅令によって宣言した。ユリウス2世はこの勅令において、ピサにおける会議の内容を無効とし「公会議は教皇権に超越するため教皇の意図と無関係に行える」と唱えた公会議主義的な枢機卿たちを非難した。
政治情勢の影響で5月にずれこんだものの、5月3日にラテラノ大聖堂に公会議の教父たちが集結、公会議が始まった。内訳は15人の枢機卿、アレクサンドリアとアンティオキアの総大司教、10人の大司教、56人の司教、各修道会の代表、フェルディナンド王とヴェネツィア、フィレンツェの代表者など100人あまりであった。
ユリウス2世に始められた公会議は数度の会期にわたった。その間にユリウス2世は亡くなり、後継者のレオ10世に引き継がれ、1517年3月16日に第15総会の閉会をもって会議を終了した。
公会議は最終的に以下のような教令を採択した。
- 貧者への配慮として、公益質屋（モンテ・ディ・ピエタ）に対する教会の監督の強化
- 教会の独立と司教の権威の再確認
- 印刷物の出版においては司教の認可を得ること
- 1439年にフランスで公布されたブールジュの国本勅諚（英語版）の排斥、フランソワ1世とのコンコルダート（政教条約）の承認
- 対オスマン帝国戦争の正当性の承認と（戦争資金としての）キリスト教徒に対する三年間の特別税の課税

この公会議では当初の目的であった教会改革が議論されず、教会は自己改革の機会を失った。公会議終了の七ヵ月後、マルティン・ルターは95か条の論題を提示して、宗教改革の口火を切ることになる。

## 地動説のきっかけ
この公会議では、ユリウス暦で計算された春分と実際の春分のずれが大きくなっている問題を解決するため、改暦が検討された（結局改暦は行われず、新暦（グレゴリオ暦）の制定は次のトリエント公会議後となった）。このときフォッソンブローネ司教パウル（Paul of Middelburg）がニコラウス・コペルニクスに相談したことが、コペルニクスが『天球の回転について』を著すきっかけのひとつとなった。